# برم

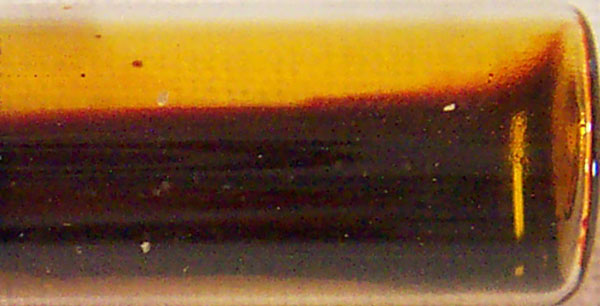
برم، جیوه تنها عناصر مایع در دمای اتاق هستند

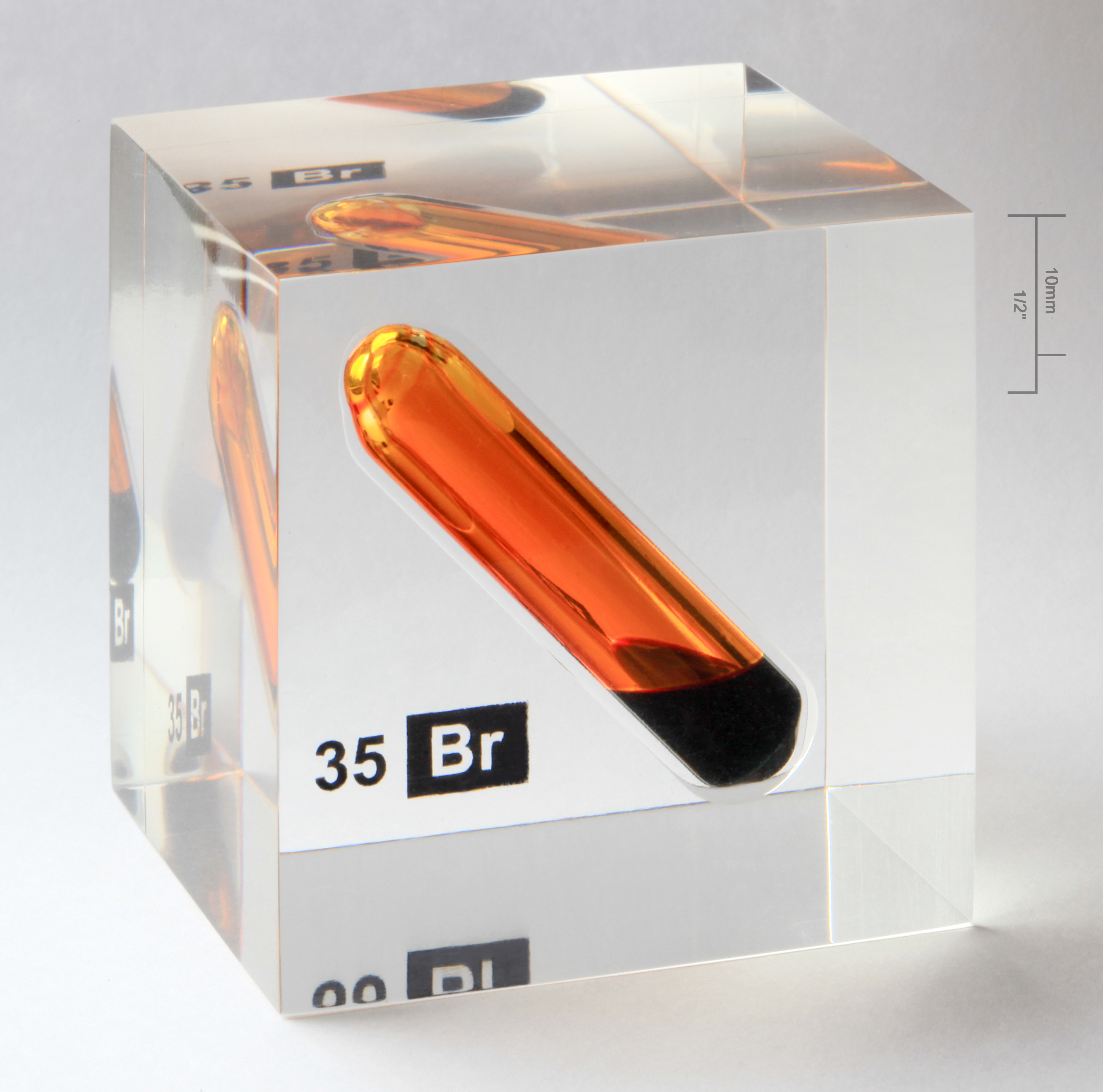
برم با خلوص ۹۹٫۸٪ در یک کریستال مکعبی شکل به طول ۵ سانتی‌متر

برم (به انگلیسی: Bromine، /ˈbroʊ.mi:n/) عنصری شیمیایی با عدد اتمی ۳۵ و نماد Br است. برم تنها عنصر نافلزی است که در دمای اتاق مایع است.

## تاریخچه
در سال ۱۸۲۶ بالار کشف جدیدی را اعلام کرد، مایعی بود به رنگ سرخ تیره، با بویی زننده که از تأثیر کلر بر آب‌های شور مونت پلیه به دست می‌آمد(در این ناحیه ، نمک را برای نخستین بار استخراج کرده بودند).

### ریشه نام
بالار آن را Muride نامید و علت آن وجود این عنصر در آب شور بود به هر حال، این نام را شیمی دانان نپذیرفتند؛ زیرا نامش با اسید موریاتیک و کلریدها اشتباه می‌شد این نام را به Brome (که واژه‌ای فرانسوی است) که از واژه یونانی bromos به معنی بوی زننده گرفته شده‌است تغییر دادند. پسوند ine که در واژه انگلیسی قابل ملاحظه است در هالوژن‌ها به کار می‌رود.

## مشخصات
برم عنصر غیر فلز هالوژن با عدد اتمی ۳۵ است که در گروه VIIA و در دوره چهارم جدول تناوبی قرار دارد. جرم اتمی آن ۷۹٫۹۰۷ است. دارای ظرفیت‌های ۱، ۳، ۵ و ۷ است دارای دو ایزتوپ پایدار است. از نظر فراوانی چهل و ششمین عنصر حساب شده و در مقایسه برابر هر اتم برم ۶۶۰ اتم کلر موجود است.

## خواص
مایعی قهوه‌ای متمایل به سرخ، تیره رنگ، دودکننده با بوی زننده و خفقان‌آور، دود آن محرک و سوزش‌آور است. در حلال‌های آلی معمولی حل می‌شود؛ بسیار جزئی در آب حل می‌شود. بر بیشتر فلزها مانند پلاتین و پالادیم اثر می‌گذارد؛ با آلومینیوم به‌شدت واکنش می‌دهد و واکنش آن با پتاسیم انفجاری است. برم خشک بر سرب، نیکل، منیزیوم، تانتالیم، آهن، روی و سدیم در زیر ۳۰۰ درجه سانتی‌گراد اثر نمی‌کند. نقطه جوش: ۵۸٫۸ درجه سانتی‌گراد؛ نقطه انجماد: ۷٫۳- درجه سانتی‌گراد؛ چگالی: ۳٫۱۱ گرم بر سانتی‌متر مکعب؛ گرمای ویژه: ۰٫۱۰۷ کالری بر گرم؛ ضریب شکست: ۱٫۶۴۷؛ ثابت دی الکتریک: ۳٫۲ است.

## طرز تهیه
از آب دریا و آب نمک طبیعی به کمک اکسایش نمک‌های برم با کلر؛ تبخیر خورشیدی استخرهای نمک؛ از بسترهای خشک شده رودخانه‌های نمک و دریاهای خشک‌شده به‌دست می‌آید. منابع اصلی این عنصر ایالات متحده و اسرائیل می‌باشند.
همچنین می‌توان با اثر دادن گاز کلر بر محلول پتاسیم برمید آن را تهیه کرد.

## احتیاط
بلع و تنفس آن به‌شدت سمی است؛ تماس برم خالص با پوست سوختگی‌های شدید و عمیق و دردناک شیمیایی ایجاد می‌کند؛ برم به حالت مایع یا گاز شدیداً سمی و خطرناک است. از تنفس و دست زدن به آن جداً پرهیز باید کرد. آزمایش‌ها با این عنصر حتماً زیر هود انجام شود. تماس با برم در مقادیر بیش از ۰/۱ppm می‌تواند باعث مشکل سلامتی و مرگ آنی شود و تماس و استنشاق بخارات آن در مقادیر بسیار کم در طولانی مدت باعث تغییر کروموزومی به خصوص کروموزوم‌های جنسی می‌شود که عقیم شدن و سرطان‌های گوناگون به خصوص لوسمی (سرطان خون) به علت جهش در سلول‌های مغز استخوان را دربردارد. ترکیبات معدنی برم نیز مانند یون برمید یا برمات سمّی‌اند اما سمی‌ترین ترکیبات آن ترکیبات آلی برم‌دار نظیر برموآلکان‌ها هستند که به‌شدّت سرطان‌زا هستند؛ مثلاً از ترکیبات برمومتان CH3Br سالیان طولانی برای کشتن حشرات موذی و آفت گیاهان نظیر اسکلوریت استفاده می‌شد ولی به خاطر سمیت فوق‌العاده و اثبات سرطان‌زا بودن استفاده از آن ممنوع شد (برم به مراتب از کلر سمی‌تر و خطرناک‌تر است).

## کاربردها
در ساختن برومید اتیلن، سنتز مواد آلی، رنگ بری، خالص‌سازی آب، حلال، مایع آتش خاموش کن، کندکننده آتش برای پلاستیک‌ها، رنگ‌ها (ارغوانی سلطنتی، بروموتیمول آبی)، مواد دارویی، گندزدایی، صنایع فیلم و عکاسی، انواع آفت‌کش‌ها (علف کش، قارچ کش، نماتدکش) استفاده می‌شود.